# Campionat Regional Nord
El Campionat Regional Nord fou la màxima competició futbolística disputada pels clubs adscrits a la Federació Nord de Futbol a començament de segle xx. El campionat servia per a designar el representat del nord en el Campionat d'Espanya.

## Història
La Federació Nord de Futbol era formada per equips del País Basc, Cantàbria, Navarra i La Rioja i es disputà entre 1913 i 1922. El 12 d'octubre de 1913 començà la competició amb sis equips, tres clubs biscaïns i tres clubs guipuscoans, amb l'Athletic com a primer campió. Els equips càntabres i navarresos participaven en les divisions inferiors. Es produïren diversos desacords entre els clubs biscaïns i guipuscoans, i el 1918 els equips guipuscoans es separaren de la Federació Nord i crearen la Federació Guipuscoana. Així, la temporada 1918-19 els clubs guipuscoans posaren en marxa el Campionat de Guipúscoa de futbol, mentre que els clubs biscaïns i càntabres continuaren jugant el Campionat Nord. Aquest escenari es perllongà fins a l'any 1922, quan els equips de la província de Santander es separaren de la Federació Nord per crear el Campionat Regional Càntabre. Per la seva banda, la Federació del Nord acordà el canvi de nom esdevenint Federació Biscaïna.
L'any 1934, l'assemblea de la Reial Federació Espanyola de Futbol va aprovar una reestructuració de les competicions de futbol, mitjançant la qual es van crear una sèrie de Campionats Suprarregionals, col·locats jeràrquicament per sobre dels campionats regionals organitzats per les federacions territorials que tradicionalment s'havien disputat fins aleshores. Els clubs del País Basc i Navarra disputaren el Campionat Suprarregional grup 3, també conegut com Copa Vasca.

## Historial
Font:
| Campionat Suprarregional Biscaia-Guipúscoa-Navarra/Copa Vasca |

| Temporada | Campió                                                                      | Resultat                                                                    | Subcampió                                                                   |
| --------- | --------------------------------------------------------------------------- | --------------------------------------------------------------------------- | --------------------------------------------------------------------------- |
| 1913-14   | Athletic Club (1)                                                           | lliga                                                                       | Racing de Irun                                                              |
| 1914-15   | Athletic Club (2)                                                           | lliga                                                                       | Racing de Irun                                                              |
| 1915-16   | Athletic Club (3)                                                           | lliga                                                                       | Real Sociedad                                                               |
| 1916-17   | Arenas de Getxo (1)                                                         | lliga                                                                       | Real Unión de Irun                                                          |
| 1917-18   | Real Unión de Irun (1)                                                      | lliga                                                                       | Arenas de Getxo                                                             |
| 1918-1922 | vegeu Campionat Nord (Biscaia-Cantàbria) i Campionat de Guipúscoa de futbol | vegeu Campionat Nord (Biscaia-Cantàbria) i Campionat de Guipúscoa de futbol | vegeu Campionat Nord (Biscaia-Cantàbria) i Campionat de Guipúscoa de futbol |
| 1923-1934 | vegeu Campionat de Biscaia de futbol i Campionat de Guipúscoa de futbol     | vegeu Campionat de Biscaia de futbol i Campionat de Guipúscoa de futbol     | vegeu Campionat de Biscaia de futbol i Campionat de Guipúscoa de futbol     |
| 1934-35   | Athletic Club (4)                                                           | lliga                                                                       | CA Osasuna                                                                  |
| 1935-36   | Arenas de Getxo (2)                                                         | lliga                                                                       | Unión Club de Irun                                                          |

1. ↑  Diverses sancions provocaren que Arenas passés de la segona a la quarta posició i Racing de Irun acabés segon.
2. ↑  Real Sociedad no participà en el campionat. A més, per diverses irregularitats, van quedar anul·lats els resultats de tots els partits excepte els enfrontaments directes entre Arenas, Athletic i Real Unión.
3. ↑  Les disputes entre Real Sociedad i Athletic de Bilbao provocaren la retirada de la competició del club bilbaí, que se n'havia proclamat campió, passant el títol al Real Unión.

## Palmarès
- Athletic Club: 4 títols (1913-14, 1914-15, 1915-16, 1934-35)
- Arenas Club: 2 títols (1916-17, 1935-36)
- Real Unión Club: 1 títol (1917-18)